# La Fregeneda
La Fregeneda est une commune de la province de Salamanque dans la communauté autonome de Castille-et-León en Espagne.

## Patrimoine

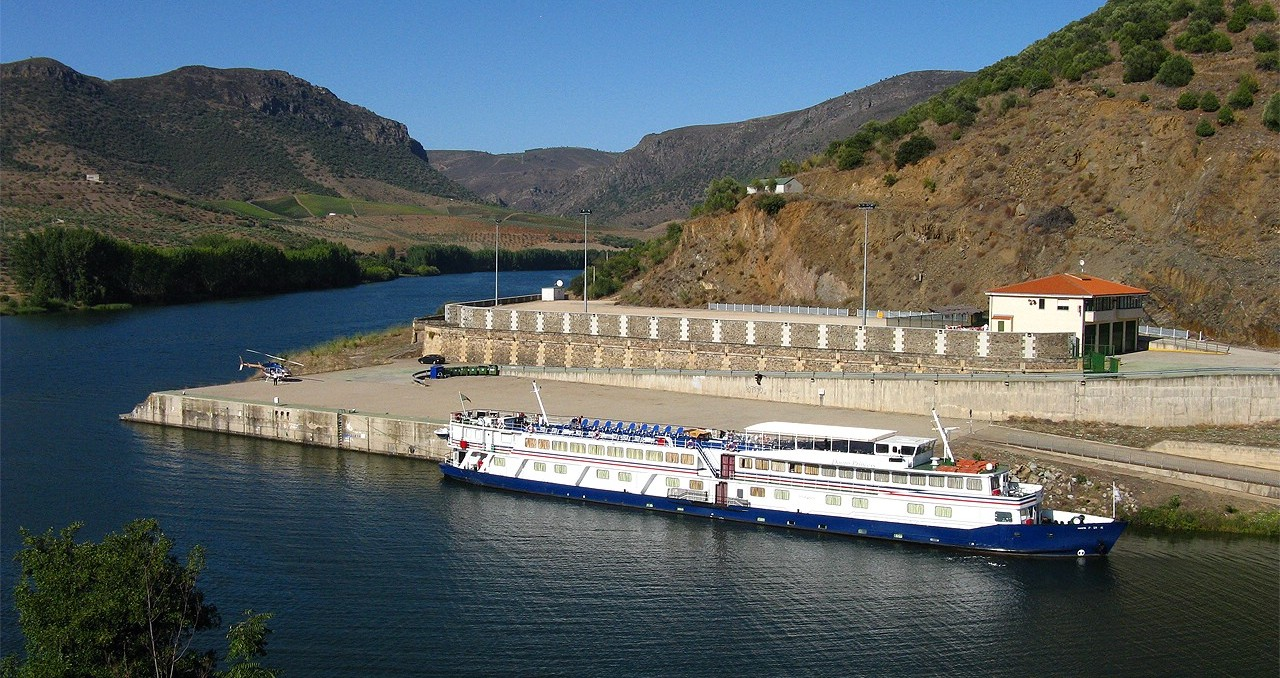
Quai fluvial de Vega Terrón : navire à quai.
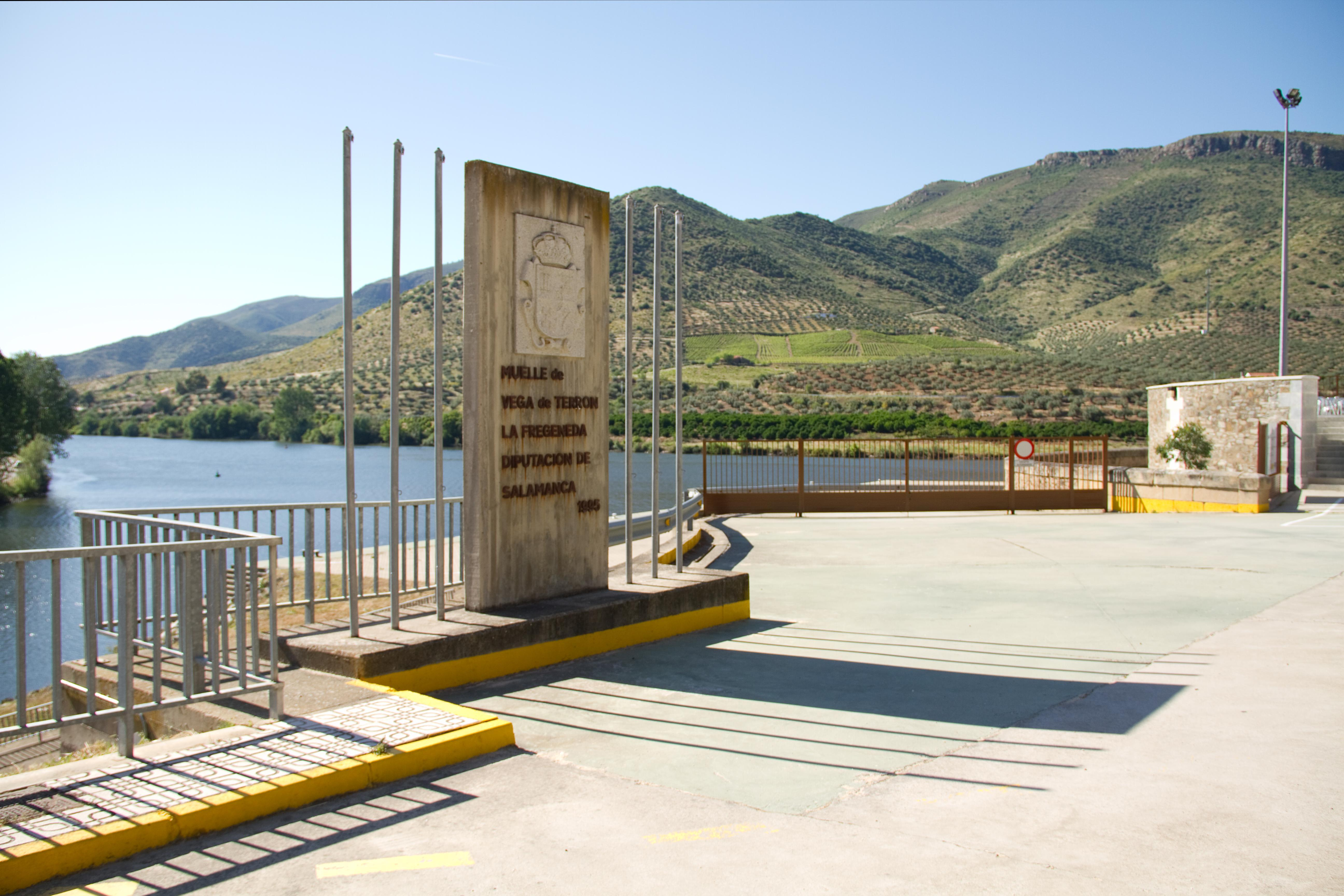
Quai fluvial de Vega Terrón : signalisation.

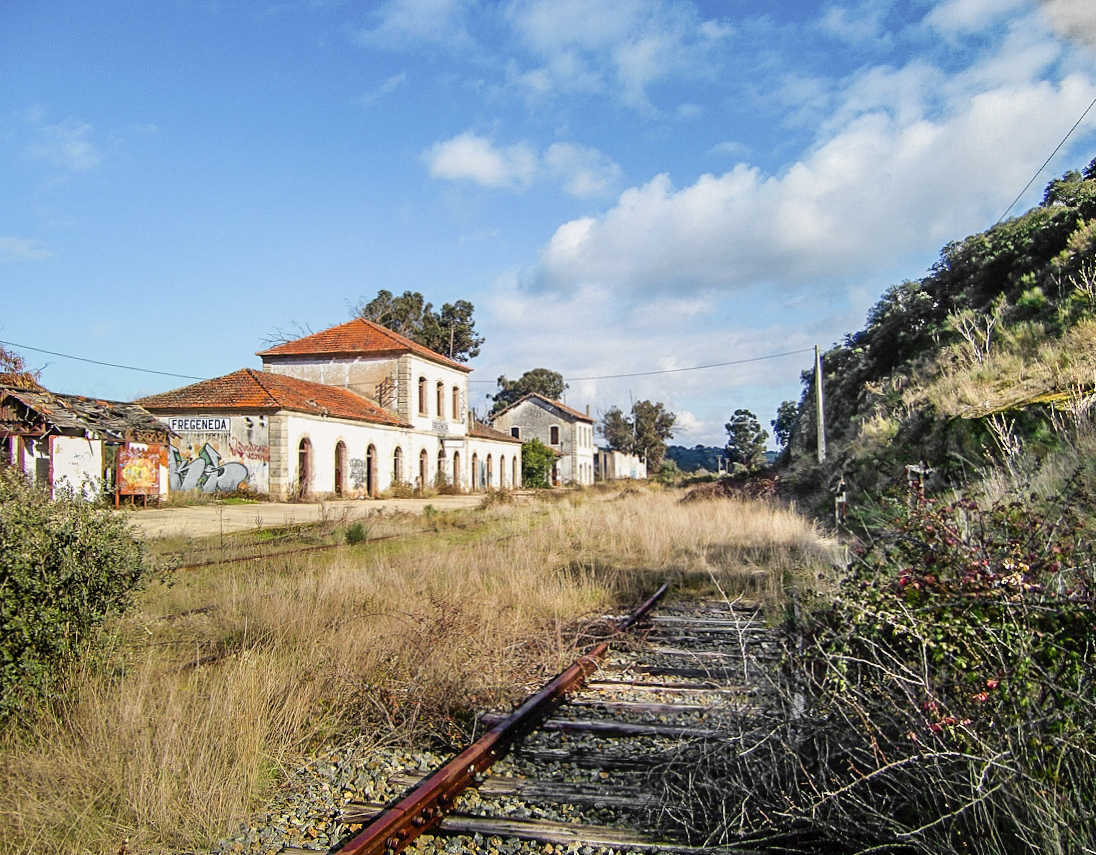
Ligne ferroviaire Barca d'Alva-La Fuente de San Esteban : l'ancienne gare de La Fregeneda.
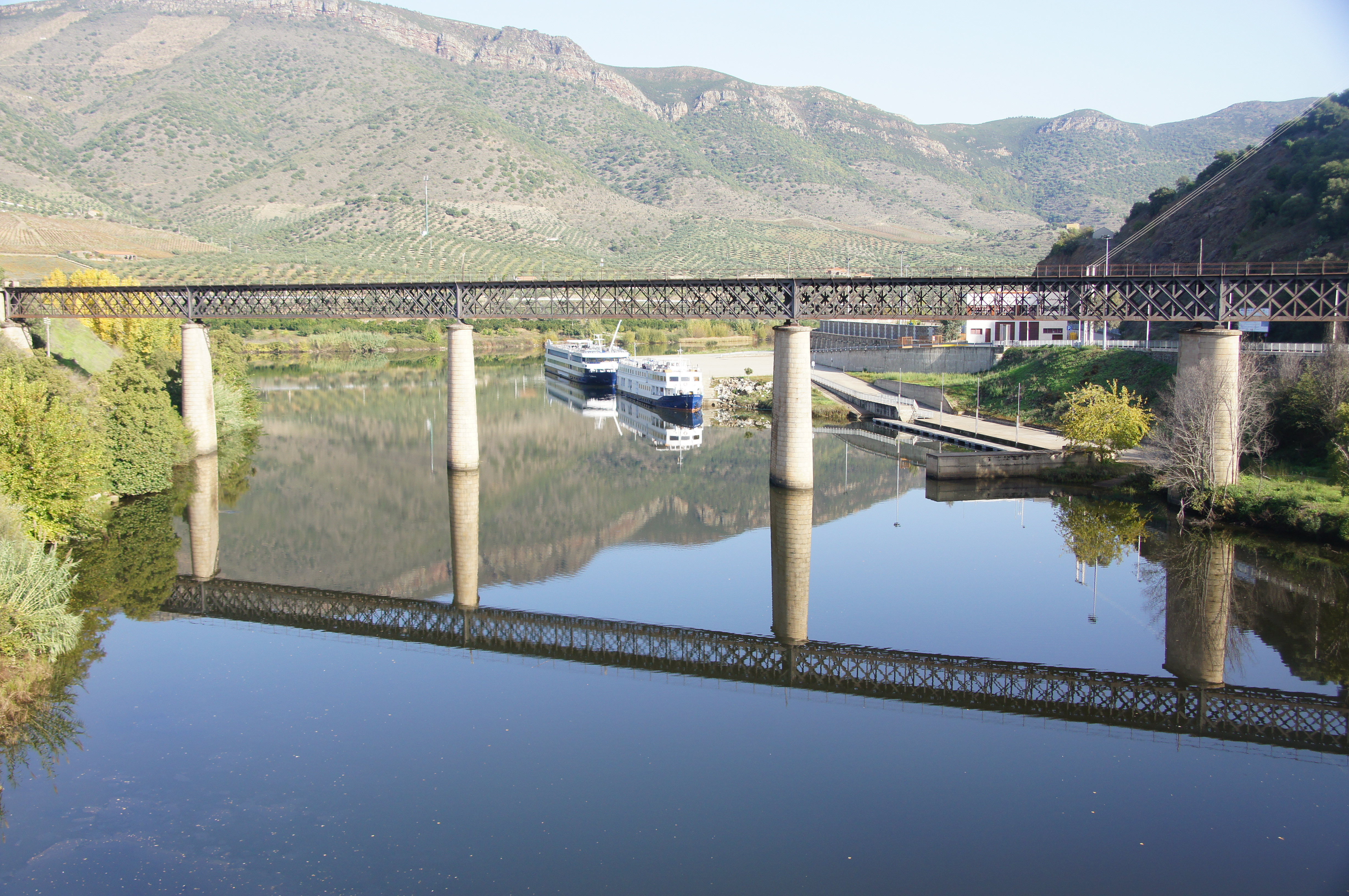
Le pont international sur l'Águeda.